# Экуанский замок
Экуа́нский за́мок или замок Экуа́н (фр. château d'Écouen) — французская усадьба (шато) XVI века к северу от Парижа, в департаменте Валь-д’Уаз, историко-архитектурный памятник французского Возрождения. С 1977 года в нём располагается «Национальный музей Ренессанса». Строение принадлежит канцелярии ордена Почетного легиона и находится в ведении министерства культуры.
Именуется по названию коммуны, в которой находится — Экуан, чьи земли некогда принадлежали монашескому ордену Сен-Дёни, а начиная с XI века — знатнейшему французскому роду Монморанси.

## История
Коннетабль Анн де Монморанси приказал выстроить на месте снесённой средневековой крепости замок в окружении обширного парка. Строительство началось в 1538 году под руководством Шарля Байяра, его работу продолжил и закончил в 1556—1578 годах известный архитектор Жан Бюллан.

### От возникновения до 1960-х годов
В первой половине XVII века Экуан перешёл во владение рода Конде, чьи земли уже включали поместье Шантийи.
Во время революции замок конфисковали, и в 1806 году — распоряжением Наполеона — в нём открыли воспитательный дом Почётного легиона, занимавший замок до 1962 года.

### С 1960-х годов — Национальный музей Ренессанса
В 1962 году замок перешёл в ведение министерства культуры, принявшего решение создать в нём Национальный музей Ренессанса. Музей открылся только в 1977 году, после длительных реставрационных работ.

## Архитектурный облик и внутреннее убранство
Экуанский замок — прекрасный памятник французского Возрождения. Верх зданий с угловыми павильонами украшают люкарны со скульптурными фронтонами. Портики с колоннами были выполнены в античном стиле. В нишах первого этажа когда-то находились статуи «Рабов» Микеланджело, подаренные королём Генрихом II коннетаблю Монморанси (ныне выставлены в Лувре, а копии стоят на входе Почётного двора замка Шантийи).
Сохранилась готическая домашняя часовня, алтарь которой — работы Жана Гужона — перенесён в Шантийи. Камины, общей численностью 12, по-прежнему покрыты росписями и считаются уникальными во Франции; один из каминов украшают семь художественно раскрашенных панно из кожи. В зале Почёта камин выполнен из порфира, а пол выложен 75-ю фаянсовыми плитками работы руанского мастера-керамиста Массео Абакена (1542 год).

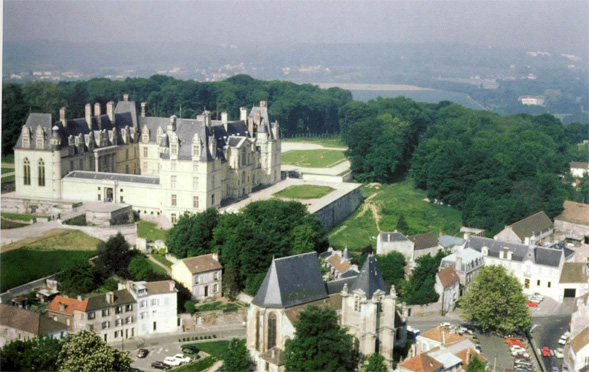
Экуанский замок, возвышающийся над старой частью Экуана

## Музейные экспозиции
Национальный музей Ренессанса вмещает богатую коллекцию произведений эпохи Возрождения — творения мастеров Франции, Италии и Голландии, большей частью переданные из фонда музея Клюни в Париже и представляющие различные виды декоративного искусства: мебель, деревянные и керамические изделия, ковры и вышивки, эмали и стекло, витражи и пр. На нижнем этаже выставлены скульптурные работы. Оформлены экспозиции, посвящённые различным ремёслам. В западном крыле музея выставлена шпалера XVI века из шерстяных, шёлковых и серебряных нитей, длиной 75 метров и 4,5 м в высоту, с изображением библейской истории царя Давида и Вирсавии. В южном крыле представлена коллекция мебели.

### Фаянс Экуанского замка
В музее Ренессанса богатейшая коллекция средневековой керамики эпохи Возрождения. Её основу составили изделия мастера-керамиста Массео Абакена, работавшего в замке в 1542 году и позже. Коллекция включает также фаянсовые блюда, выполненные итальянцем Никола да Урбино в 1525 году и керамика французского художника Бернара Палисси (1510—1589). В замке экспонируются 522 уникальных произведения керамики Османской империи (блюда, бутыли, кубки…), большей частью изготовленные во второй половине XVI века в Изнике (Турция).